# Gustav Kazetl
Gustav Kazetl (* 1811 in Dürnholz/Drnholec, Mähren; † 23. Januar 1892 in Klagenfurt) war ein österreichischer Werksverweser und Politiker.

## Leben
Kazetl war der Sohn des Johann Kazetl und dessen Ehefrau Aloisia geb. Winter. Er war römisch-katholisch und heiratete Julia Schüttmüller (* 22. Mai 1814; † 26. Mai 1891).
Er studierte ab 1831 an der Bergakademie Schemnitz/Selmecbánya/Banská Štiavnica, Slowakei und wurde 1834 Verwalter in Lippitzbach. Von 1840 bis 1875 war er Verweser der Graf Egger’schen Eisen-, Berg-, Schmelz- und Hammerwerke in Feistritz im Rosental. Ab 1890 lebte er in Klagenfurt. Er war Ausschussmitglied des „Rosenthaler Fortschrittsvereins“ und wurde 1875 mit dem Ritterkreuz des Franz-Joseph-Ordens ausgezeichnet.

## Politik
Bei der Wahl zum Provisorischen Kärntner Landtag 1848 wurde er als stellvertretender Abgeordneter gewählt und war vom 17. Juli 1848 bis zu seinem Rücktritt am 8. November 1848 Stellvertreter von Anton Bolleritsch. 